# X 100pre
X 100pre (una abreviatura de "Por siempre" en castellà, "Per sempre" en català) és l'àlbum de debut del traper de Puerto Rico Bad Bunny. Va ser anunciat el 23 de desembre de 2018, i llançat la nit de Nadal, per Rimas Entertainment. Compta amb col·laboracions com a convidats de Diplo, El Alfa i Drake. El 2020 l'àlbum va ser classificat com a número 447 a la llista de 500 millors àlbums de tots els temps de Rolling Stone.

## Senzills i promoció
El 28 de juny del 2018 Bad Bunny va publicar el senzill "Estamos Bien", produït pel mateix artista, Tainy i La paciencia. El dia 11 d'octubre va estrenar el segon senzill del disc "MIA", en col·laboració amb el raper canadenc Drake. El 14 de desembre va estrenar "Solo de Mi".
El 23 de gener del 2019, Bad Bunny va publicar el videoclip de "Caro", protagonitzat per l'artista porto-riqueny i la model Jazmyne Joy i amb un missatge contra la discriminació. El 14 de febrer va publicar el videoclip oficial per a "Si Estuvieramos Juntos". El 6 d'abril va presentar el videoclip de "La Romana", la col·laboració amb el raper dominicà El Alfa. El 26 d'abril estrenava el videoclip de "200 Mph" i el 4 de maig el de "Ni Bien ni Mal".
El 23 de desembre, encara que ja havia presentat música lligada als projectes posteriors a X100PRE, Bad Bunny va celebrar l'aniversari del disc amb la publicació del videoclip per a "¿Quién Tu Eres?"